# Dipartimento di Ndian
Il dipartimento di Ndian è un dipartimento del Camerun nella Regione del Sudovest.

## Comuni
Il dipartimento è suddiviso in 9 comuni:
- Bamuso
- Dikome Balue
- Ekondo-Titi
- Idabato
- Isangele
- Kombo Abedimo
- Kombo Itindi
- Mundemba
- Toko